# 老马镇
老马乡，是中华人民共和国四川省绵阳市三台县下辖的一个乡镇级行政单位。2019年12月，撤销光辉镇和里程镇，将其所属行政区域划归老马镇管辖，老马镇人民政府驻下新街19号。

## 行政区划
老马乡下辖以下地区：
社区、建庄村、老马村、涪江村、九曲村、小围村、龙泉村、三青村、青山村和泗洲村。